# 八頭郡

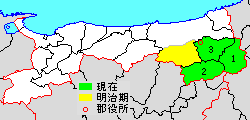
鳥取県八頭郡の位置（1.若桜町 2.智頭町 3.八頭町）

八頭郡（やずぐん）は、鳥取県の郡。
人口22,777人、面積630.59km²、人口密度36.1人/km²。（2025年3月1日、推計人口）
以下の3町を含む。
- 若桜町（わかさちょう）
- 智頭町（ちづちょう）
- 八頭町（やずちょう）

## 郡域
1896年（明治29年）に行政区画として発足した当時の郡域は、上記3町のほか、鳥取市の一部（河原町各町・用瀬町各町・佐治町各町）にあたる。

## 歴史
- 明治29年（1896年）

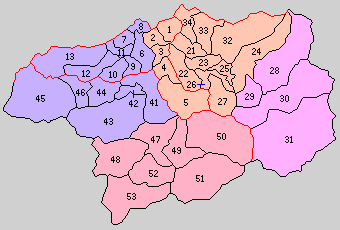
1.賀茂村 2.国中村 3.船岡村 4.伊井田村 5.大江村 6.国英村 7・8.河原村 9.佐貫村 10.宇戸村 11.曳田村 12.五総村 13.明治村 21.大御門村 22.隼村 23.安部村 24.登米村 25.逢郷村 26.八東村 27.小畑村 28.赤松村 29.若桜村 30.菅野村 31.池田村 32.上私都村 33.中私都村 34.下私都村 41.大村 42.用瀬村 43.社村 44.口佐治村 45.上佐治村 46.中佐治村 47.智頭村 48.富沢村 49.大内村 50.虫井村 51.山郷村 52.中田村 53.那岐村（紫：鳥取市 桃：若桜町 赤：智頭町 橙：八頭町）

  - 4月1日 - 郡制の施行のため八上郡・八東郡・智頭郡の区域をもって八頭郡が発足。郡役所が賀茂村に設置。（39村）
    - 旧・八上郡（12村） - 賀茂村、国中村、船岡村、伊井田村、大江村（現・八頭町）、国英村、河原村、佐貫村、宇戸村、曳田村、五総村、明治村（現・鳥取市）
    - 旧・八東郡（14村） - 大御門村、隼村、安部村、登米村、逢郷村、八東村、小畑村（現・八頭町）、赤松村、若桜村、菅野村、池田村（現・若桜町）、上私都村、中私都村、下私都村（現・八頭町）
    - 旧・智頭郡（13村） - 大村、用瀬村、社村、口佐治村、上佐治村、中佐治村（現・鳥取市）、智頭村、富沢村、大内村、虫井村、山郷村、中田村、那岐村（現・智頭町）

  - 9月1日 - 郡制を施行。
- 明治36年（1903年）2月24日 - 中田村が改称して土師村となる。
- 明治38年（1905年）4月1日 - 登米村・逢郷村が合併して丹比村が発足。（38村）
- 明治42年（1909年）4月1日 - 赤松村・若桜村・菅野村が合併して若桜町が発足。（1町35村）
- 明治43年（1910年）1月1日 - 口佐治村・上佐治村・中佐治村が合併して佐治村が発足。（1町33村）
- 明治44年（1911年）9月1日 - 曳田村が改称して八上村となる。
- 大正3年（1914年）6月1日 - 智頭村が町制施行して智頭町となる。（2町32村）
- 大正4年（1915年）4月1日 - 五総村・明治村が合併して西郷村が発足。（2町31村）
- 大正5年（1916年）4月1日 - 八東村・小畑村が合併し、改めて八東村が発足。（2町30村）
- 大正6年（1917年）10月1日 - 佐貫村・宇戸村が合併して散岐村が発足。（2町29村）
- 大正7年（1918年）
  - 2月11日 - 用瀬村が町制施行して用瀬町となる。（3町28村）
  - 4月1日 - 伊井田村・大江村が合併して大伊村が発足。（3町27村）
- 大正8年（1919年）1月1日 - 大内村・虫井村が合併して山形村が発足。（3町26村）
- 大正12年（1923年）4月1日 - 郡会が廃止。郡役所は存続。
- 大正15年（1926年）7月1日
  - 郡役所が廃止。以降は地域区分名称となる。
  - 河原村が町制施行して河原町となる。（4町25村）
- 昭和10年（1935年）2月20日 - 智頭町・山形村・那岐村・土師村が合併し、改めて智頭町が発足。（4町22村）
- 昭和10年（1935年）時点での当郡の面積は877.84平方km、人口は64,157人（男31,674人・女32,483人）[1]。
- 昭和11年（1936年）2月26日 - 富沢村が智頭町に編入。（4町21村）
- 昭和26年（1951年）4月1日 - 賀茂村が町制施行・改称して郡家町となる。（5町20村）
- 昭和27年（1952年）
  - 11月1日 - 船岡村が町制施行して船岡町となる。（6町19村）
  - 11月3日 - 船岡町・大伊村・隼村が合併し、改めて船岡町が発足。（6町17村）
- 昭和28年（1953年）5月5日 - 郡家町・国中村・大御門村・下私都村が合併し、改めて郡家町が発足。（6町14村）
- 昭和29年（1954年）
  - 3月1日 - 若桜町・池田村が合併し、改めて若桜町が発足。（6町13村）
  - 7月1日 - 山郷村が智頭町に編入。（6町12村）
- 昭和30年（1955年）
  - 3月28日 - 国英村・河原町・八上村・西郷村・散岐村が合併し、改めて河原町が発足。（6町8村）
  - 3月31日 - 大村・用瀬町・社村が合併し、改めて用瀬町が発足。（6町6村）
- 昭和31年（1956年）3月15日 - 八東村・安部村が合併して八頭村が発足。（6町5村）
- 昭和32年（1957年）3月31日 - 郡家町・上私都村・中私都村が合併し、改めて郡家町が発足。（6町3村）
- 昭和34年（1959年）5月15日 - 八頭村・丹比村が合併して八東町が発足。（7町1村）
- 平成16年（2004年）11月1日 - 河原町・用瀬町・佐治村が鳥取市に編入。（5町）
- 平成17年（2005年）3月31日 - 郡家町・船岡町・八東町が合併して八頭町が発足。（3町）

### 変遷表
| 旧 郡    | 明治以前   | 明治初年 - 明治22年 | 明治22年 10月1日 町村制施行 | 明治22年 - 昭和19年         | 明治22年 - 昭和19年        | 明治22年 - 昭和19年        | 昭和20年 - 昭和64年         | 昭和20年 - 昭和64年    | 昭和20年 - 昭和64年    | 平成元年 - 現在              | 現在   |
| -------- | ---------- | ------------------- | --------------------------- | --------------------------- | -------------------------- | -------------------------- | --------------------------- | ---------------------- | ---------------------- | ---------------------------- | ------ |
| 智 頭 郡 | 智頭宿     | 明治10年 智頭宿     | 智頭村                      | 大正3年6月1日 町制 智頭町   | 昭和10年2月20日 智頭町     | 昭和11年2月26日 智頭町     | 智頭町                      | 昭和29年7月1日 智頭町  | 昭和29年7月1日 智頭町  | 智頭町                       | 智頭町 |
| 智 頭 郡 | 本折村     | 明治10年 智頭宿     | 智頭村                      | 大正3年6月1日 町制 智頭町   | 昭和10年2月20日 智頭町     | 昭和11年2月26日 智頭町     | 智頭町                      | 昭和29年7月1日 智頭町  | 昭和29年7月1日 智頭町  | 智頭町                       | 智頭町 |
| 智 頭 郡 | 市瀬村     | 市瀬村              | 智頭村                      | 大正3年6月1日 町制 智頭町   | 昭和10年2月20日 智頭町     | 昭和11年2月26日 智頭町     | 智頭町                      | 昭和29年7月1日 智頭町  | 昭和29年7月1日 智頭町  | 智頭町                       | 智頭町 |
| 智 頭 郡 | 南方村     | 南方村              | 智頭村                      | 大正3年6月1日 町制 智頭町   | 昭和10年2月20日 智頭町     | 昭和11年2月26日 智頭町     | 智頭町                      | 昭和29年7月1日 智頭町  | 昭和29年7月1日 智頭町  | 智頭町                       | 智頭町 |
| 智 頭 郡 | 大内村     | 明治10年 大内村     | 大内村                      | 明治45年4月1日 山形村       | 昭和10年2月20日 智頭町     | 昭和11年2月26日 智頭町     | 智頭町                      | 昭和29年7月1日 智頭町  | 昭和29年7月1日 智頭町  | 智頭町                       | 智頭町 |
| 智 頭 郡 | 木下村     | 明治10年 大内村     | 大内村                      | 明治45年4月1日 山形村       | 昭和10年2月20日 智頭町     | 昭和11年2月26日 智頭町     | 智頭町                      | 昭和29年7月1日 智頭町  | 昭和29年7月1日 智頭町  | 智頭町                       | 智頭町 |
| 智 頭 郡 | 篠坂村     | 篠坂村              | 大内村                      | 明治45年4月1日 山形村       | 昭和10年2月20日 智頭町     | 昭和11年2月26日 智頭町     | 智頭町                      | 昭和29年7月1日 智頭町  | 昭和29年7月1日 智頭町  | 智頭町                       | 智頭町 |
| 智 頭 郡 | 毛谷村     | 毛谷村              | 大内村                      | 明治45年4月1日 山形村       | 昭和10年2月20日 智頭町     | 昭和11年2月26日 智頭町     | 智頭町                      | 昭和29年7月1日 智頭町  | 昭和29年7月1日 智頭町  | 智頭町                       | 智頭町 |
| 智 頭 郡 | 郷原村     | 郷原村              | 大内村                      | 明治45年4月1日 山形村       | 昭和10年2月20日 智頭町     | 昭和11年2月26日 智頭町     | 智頭町                      | 昭和29年7月1日 智頭町  | 昭和29年7月1日 智頭町  | 智頭町                       | 智頭町 |
| 智 頭 郡 | 西野村     | 西野村              | 大内村                      | 明治45年4月1日 山形村       | 昭和10年2月20日 智頭町     | 昭和11年2月26日 智頭町     | 智頭町                      | 昭和29年7月1日 智頭町  | 昭和29年7月1日 智頭町  | 智頭町                       | 智頭町 |
| 智 頭 郡 | 芦津村     | 芦津村              | 虫井村                      | 明治45年4月1日 山形村       | 昭和10年2月20日 智頭町     | 昭和11年2月26日 智頭町     | 智頭町                      | 昭和29年7月1日 智頭町  | 昭和29年7月1日 智頭町  | 智頭町                       | 智頭町 |
| 智 頭 郡 | 八河谷村   | 八河谷村            | 虫井村                      | 明治45年4月1日 山形村       | 昭和10年2月20日 智頭町     | 昭和11年2月26日 智頭町     | 智頭町                      | 昭和29年7月1日 智頭町  | 昭和29年7月1日 智頭町  | 智頭町                       | 智頭町 |
| 智 頭 郡 | 大呂村     | 明治10年 大呂村     | 虫井村                      | 明治45年4月1日 山形村       | 昭和10年2月20日 智頭町     | 昭和11年2月26日 智頭町     | 智頭町                      | 昭和29年7月1日 智頭町  | 昭和29年7月1日 智頭町  | 智頭町                       | 智頭町 |
| 智 頭 郡 | 中島村     | 明治10年 大呂村     | 虫井村                      | 明治45年4月1日 山形村       | 昭和10年2月20日 智頭町     | 昭和11年2月26日 智頭町     | 智頭町                      | 昭和29年7月1日 智頭町  | 昭和29年7月1日 智頭町  | 智頭町                       | 智頭町 |
| 智 頭 郡 | 穂見村     | 穂見村              | 中田村                      | 明治36年2月24日 改称 土師村 | 昭和10年2月20日 智頭町     | 昭和11年2月26日 智頭町     | 智頭町                      | 昭和29年7月1日 智頭町  | 昭和29年7月1日 智頭町  | 智頭町                       | 智頭町 |
| 智 頭 郡 | 木原村     | 木原村              | 中田村                      | 明治36年2月24日 改称 土師村 | 昭和10年2月20日 智頭町     | 昭和11年2月26日 智頭町     | 智頭町                      | 昭和29年7月1日 智頭町  | 昭和29年7月1日 智頭町  | 智頭町                       | 智頭町 |
| 智 頭 郡 | 横田村     | 横田村              | 中田村                      | 明治36年2月24日 改称 土師村 | 昭和10年2月20日 智頭町     | 昭和11年2月26日 智頭町     | 智頭町                      | 昭和29年7月1日 智頭町  | 昭和29年7月1日 智頭町  | 智頭町                       | 智頭町 |
| 智 頭 郡 | 慶所村     | 慶所村              | 中田村                      | 明治36年2月24日 改称 土師村 | 昭和10年2月20日 智頭町     | 昭和11年2月26日 智頭町     | 智頭町                      | 昭和29年7月1日 智頭町  | 昭和29年7月1日 智頭町  | 智頭町                       | 智頭町 |
| 智 頭 郡 | 山根村     | 明治10年 山根村     | 中田村                      | 明治36年2月24日 改称 土師村 | 昭和10年2月20日 智頭町     | 昭和11年2月26日 智頭町     | 智頭町                      | 昭和29年7月1日 智頭町  | 昭和29年7月1日 智頭町  | 智頭町                       | 智頭町 |
| 智 頭 郡 | 河戸村     | 明治10年 山根村     | 中田村                      | 明治36年2月24日 改称 土師村 | 昭和10年2月20日 智頭町     | 昭和11年2月26日 智頭町     | 智頭町                      | 昭和29年7月1日 智頭町  | 昭和29年7月1日 智頭町  | 智頭町                       | 智頭町 |
| 智 頭 郡 | 三田井上村 | 明治10年 三田村     | 中田村                      | 明治36年2月24日 改称 土師村 | 昭和10年2月20日 智頭町     | 昭和11年2月26日 智頭町     | 智頭町                      | 昭和29年7月1日 智頭町  | 昭和29年7月1日 智頭町  | 智頭町                       | 智頭町 |
| 智 頭 郡 | 三田中村   | 明治10年 三田村     | 中田村                      | 明治36年2月24日 改称 土師村 | 昭和10年2月20日 智頭町     | 昭和11年2月26日 智頭町     | 智頭町                      | 昭和29年7月1日 智頭町  | 昭和29年7月1日 智頭町  | 智頭町                       | 智頭町 |
| 智 頭 郡 | 長瀬村     | 明治10年 埴師村     | 中田村                      | 明治36年2月24日 改称 土師村 | 昭和10年2月20日 智頭町     | 昭和11年2月26日 智頭町     | 智頭町                      | 昭和29年7月1日 智頭町  | 昭和29年7月1日 智頭町  | 智頭町                       | 智頭町 |
| 智 頭 郡 | 三明村     | 明治10年 埴師村     | 中田村                      | 明治36年2月24日 改称 土師村 | 昭和10年2月20日 智頭町     | 昭和11年2月26日 智頭町     | 智頭町                      | 昭和29年7月1日 智頭町  | 昭和29年7月1日 智頭町  | 智頭町                       | 智頭町 |
| 智 頭 郡 | 十日市村   | 明治10年 三吉村     | 中田村                      | 明治36年2月24日 改称 土師村 | 昭和10年2月20日 智頭町     | 昭和11年2月26日 智頭町     | 智頭町                      | 昭和29年7月1日 智頭町  | 昭和29年7月1日 智頭町  | 智頭町                       | 智頭町 |
| 智 頭 郡 | 山田村     | 明治10年 三吉村     | 中田村                      | 明治36年2月24日 改称 土師村 | 昭和10年2月20日 智頭町     | 昭和11年2月26日 智頭町     | 智頭町                      | 昭和29年7月1日 智頭町  | 昭和29年7月1日 智頭町  | 智頭町                       | 智頭町 |
| 智 頭 郡 | 大坪村     | 明治10年 三吉村     | 中田村                      | 明治36年2月24日 改称 土師村 | 昭和10年2月20日 智頭町     | 昭和11年2月26日 智頭町     | 智頭町                      | 昭和29年7月1日 智頭町  | 昭和29年7月1日 智頭町  | 智頭町                       | 智頭町 |
| 智 頭 郡 | 野原宿     | 野原宿              | 那岐村                      | 那岐村                      | 昭和10年2月20日 智頭町     | 昭和11年2月26日 智頭町     | 智頭町                      | 昭和29年7月1日 智頭町  | 昭和29年7月1日 智頭町  | 智頭町                       | 智頭町 |
| 智 頭 郡 | 大屋村     | 大屋村              | 那岐村                      | 那岐村                      | 昭和10年2月20日 智頭町     | 昭和11年2月26日 智頭町     | 智頭町                      | 昭和29年7月1日 智頭町  | 昭和29年7月1日 智頭町  | 智頭町                       | 智頭町 |
| 智 頭 郡 | 真鹿野村   | 真鹿野村            | 那岐村                      | 那岐村                      | 昭和10年2月20日 智頭町     | 昭和11年2月26日 智頭町     | 智頭町                      | 昭和29年7月1日 智頭町  | 昭和29年7月1日 智頭町  | 智頭町                       | 智頭町 |
| 智 頭 郡 | 東宇塚村   | 東宇塚村            | 那岐村                      | 那岐村                      | 昭和10年2月20日 智頭町     | 昭和11年2月26日 智頭町     | 智頭町                      | 昭和29年7月1日 智頭町  | 昭和29年7月1日 智頭町  | 智頭町                       | 智頭町 |
| 智 頭 郡 | 西宇塚村   | 西宇塚村            | 那岐村                      | 那岐村                      | 昭和10年2月20日 智頭町     | 昭和11年2月26日 智頭町     | 智頭町                      | 昭和29年7月1日 智頭町  | 昭和29年7月1日 智頭町  | 智頭町                       | 智頭町 |
| 智 頭 郡 | 河津原村   | 河津原村            | 那岐村                      | 那岐村                      | 昭和10年2月20日 智頭町     | 昭和11年2月26日 智頭町     | 智頭町                      | 昭和29年7月1日 智頭町  | 昭和29年7月1日 智頭町  | 智頭町                       | 智頭町 |
| 智 頭 郡 | 早瀬村     | 明治10年 早瀬村     | 那岐村                      | 那岐村                      | 昭和10年2月20日 智頭町     | 昭和11年2月26日 智頭町     | 智頭町                      | 昭和29年7月1日 智頭町  | 昭和29年7月1日 智頭町  | 智頭町                       | 智頭町 |
| 智 頭 郡 | 竹内村     | 明治10年 早瀬村     | 那岐村                      | 那岐村                      | 昭和10年2月20日 智頭町     | 昭和11年2月26日 智頭町     | 智頭町                      | 昭和29年7月1日 智頭町  | 昭和29年7月1日 智頭町  | 智頭町                       | 智頭町 |
| 智 頭 郡 | 香音寺村   | 明治10年 早瀬村     | 那岐村                      | 那岐村                      | 昭和10年2月20日 智頭町     | 昭和11年2月26日 智頭町     | 智頭町                      | 昭和29年7月1日 智頭町  | 昭和29年7月1日 智頭町  | 智頭町                       | 智頭町 |
| 智 頭 郡 | 奥早野村   | 明治10年 奥本村     | 那岐村                      | 那岐村                      | 昭和10年2月20日 智頭町     | 昭和11年2月26日 智頭町     | 智頭町                      | 昭和29年7月1日 智頭町  | 昭和29年7月1日 智頭町  | 智頭町                       | 智頭町 |
| 智 頭 郡 | 宇丹村     | 明治10年 奥本村     | 那岐村                      | 那岐村                      | 昭和10年2月20日 智頭町     | 昭和11年2月26日 智頭町     | 智頭町                      | 昭和29年7月1日 智頭町  | 昭和29年7月1日 智頭町  | 智頭町                       | 智頭町 |
| 智 頭 郡 | 栃本村     | 明治10年 奥本村     | 那岐村                      | 那岐村                      | 昭和10年2月20日 智頭町     | 昭和11年2月26日 智頭町     | 智頭町                      | 昭和29年7月1日 智頭町  | 昭和29年7月1日 智頭町  | 智頭町                       | 智頭町 |
| 智 頭 郡 | 宮本村     | 明治10年 大背村     | 那岐村                      | 那岐村                      | 昭和10年2月20日 智頭町     | 昭和11年2月26日 智頭町     | 智頭町                      | 昭和29年7月1日 智頭町  | 昭和29年7月1日 智頭町  | 智頭町                       | 智頭町 |
| 智 頭 郡 | 五月田村   | 明治10年 大背村     | 那岐村                      | 那岐村                      | 昭和10年2月20日 智頭町     | 昭和11年2月26日 智頭町     | 智頭町                      | 昭和29年7月1日 智頭町  | 昭和29年7月1日 智頭町  | 智頭町                       | 智頭町 |
| 智 頭 郡 | 口早野村   | 明治10年 大背村     | 那岐村                      | 那岐村                      | 昭和10年2月20日 智頭町     | 昭和11年2月26日 智頭町     | 智頭町                      | 昭和29年7月1日 智頭町  | 昭和29年7月1日 智頭町  | 智頭町                       | 智頭町 |
| 智 頭 郡 | 水島村     | 明治10年 大背村     | 那岐村                      | 那岐村                      | 昭和10年2月20日 智頭町     | 昭和11年2月26日 智頭町     | 智頭町                      | 昭和29年7月1日 智頭町  | 昭和29年7月1日 智頭町  | 智頭町                       | 智頭町 |
| 智 頭 郡 | 岩神村     | 岩神村              | 富沢村                      | 富沢村                      | 富沢村                     | 昭和11年2月26日 智頭町     | 智頭町                      | 昭和29年7月1日 智頭町  | 昭和29年7月1日 智頭町  | 智頭町                       | 智頭町 |
| 智 頭 郡 | 坂原村     | 坂原村              | 富沢村                      | 富沢村                      | 富沢村                     | 昭和11年2月26日 智頭町     | 智頭町                      | 昭和29年7月1日 智頭町  | 昭和29年7月1日 智頭町  | 智頭町                       | 智頭町 |
| 智 頭 郡 | 中田村     | 中田村              | 富沢村                      | 富沢村                      | 富沢村                     | 昭和11年2月26日 智頭町     | 智頭町                      | 昭和29年7月1日 智頭町  | 昭和29年7月1日 智頭町  | 智頭町                       | 智頭町 |
| 智 頭 郡 | 惣地村     | 惣地村              | 富沢村                      | 富沢村                      | 富沢村                     | 昭和11年2月26日 智頭町     | 智頭町                      | 昭和29年7月1日 智頭町  | 昭和29年7月1日 智頭町  | 智頭町                       | 智頭町 |
| 智 頭 郡 | 口波多村   | 口波多村            | 富沢村                      | 富沢村                      | 富沢村                     | 昭和11年2月26日 智頭町     | 智頭町                      | 昭和29年7月1日 智頭町  | 昭和29年7月1日 智頭町  | 智頭町                       | 智頭町 |
| 智 頭 郡 | 波多村     | 波多村              | 富沢村                      | 富沢村                      | 富沢村                     | 昭和11年2月26日 智頭町     | 智頭町                      | 昭和29年7月1日 智頭町  | 昭和29年7月1日 智頭町  | 智頭町                       | 智頭町 |
| 智 頭 郡 | 口宇波村   | 口宇波村            | 富沢村                      | 富沢村                      | 富沢村                     | 昭和11年2月26日 智頭町     | 智頭町                      | 昭和29年7月1日 智頭町  | 昭和29年7月1日 智頭町  | 智頭町                       | 智頭町 |
| 智 頭 郡 | 宇波村     | 宇波村              | 富沢村                      | 富沢村                      | 富沢村                     | 昭和11年2月26日 智頭町     | 智頭町                      | 昭和29年7月1日 智頭町  | 昭和29年7月1日 智頭町  | 智頭町                       | 智頭町 |
| 智 頭 郡 | 新見村     | 明治11年 新見村     | 富沢村                      | 富沢村                      | 富沢村                     | 昭和11年2月26日 智頭町     | 智頭町                      | 昭和29年7月1日 智頭町  | 昭和29年7月1日 智頭町  | 智頭町                       | 智頭町 |
| 智 頭 郡 | 中河原村   | 明治11年 新見村     | 富沢村                      | 富沢村                      | 富沢村                     | 昭和11年2月26日 智頭町     | 智頭町                      | 昭和29年7月1日 智頭町  | 昭和29年7月1日 智頭町  | 智頭町                       | 智頭町 |
| 智 頭 郡 | 駒帰宿     | 駒帰宿              | 山郷村                      | 山郷村                      | 山郷村                     | 山郷村                     | 山郷村                      | 昭和29年7月1日 智頭町  | 昭和29年7月1日 智頭町  | 智頭町                       | 智頭町 |
| 智 頭 郡 | 尾見村     | 尾見村              | 山郷村                      | 山郷村                      | 山郷村                     | 山郷村                     | 山郷村                      | 昭和29年7月1日 智頭町  | 昭和29年7月1日 智頭町  | 智頭町                       | 智頭町 |
| 智 頭 郡 | 中原村     | 中原村              | 山郷村                      | 山郷村                      | 山郷村                     | 山郷村                     | 山郷村                      | 昭和29年7月1日 智頭町  | 昭和29年7月1日 智頭町  | 智頭町                       | 智頭町 |
| 智 頭 郡 | 福原村     | 福原村              | 山郷村                      | 山郷村                      | 山郷村                     | 山郷村                     | 山郷村                      | 昭和29年7月1日 智頭町  | 昭和29年7月1日 智頭町  | 智頭町                       | 智頭町 |
| 智 頭 郡 | 白坪村     | 明治10年 西谷村     | 山郷村                      | 山郷村                      | 山郷村                     | 山郷村                     | 山郷村                      | 昭和29年7月1日 智頭町  | 昭和29年7月1日 智頭町  | 智頭町                       | 智頭町 |
| 智 頭 郡 | 奥村       | 明治10年 西谷村     | 山郷村                      | 山郷村                      | 山郷村                     | 山郷村                     | 山郷村                      | 昭和29年7月1日 智頭町  | 昭和29年7月1日 智頭町  | 智頭町                       | 智頭町 |
| 智 頭 郡 | 用瀬宿     | 明治10年 東井村     | 用瀬村                      | 大正7年2月11日 町制 用瀬町  | 大正7年2月11日 町制 用瀬町 | 大正7年2月11日 町制 用瀬町 | 用瀬町                      | 昭和30年3月31日 用瀬町 | 昭和30年3月31日 用瀬町 | 平成16年11月1日 鳥取市に編入 | 鳥取市 |
| 智 頭 郡 | 東井村     | 明治10年 東井村     | 用瀬村                      | 大正7年2月11日 町制 用瀬町  | 大正7年2月11日 町制 用瀬町 | 大正7年2月11日 町制 用瀬町 | 用瀬町                      | 昭和30年3月31日 用瀬町 | 昭和30年3月31日 用瀬町 | 平成16年11月1日 鳥取市に編入 | 鳥取市 |
| 智 頭 郡 | 別府村     | 別府村              | 用瀬村                      | 大正7年2月11日 町制 用瀬町  | 大正7年2月11日 町制 用瀬町 | 大正7年2月11日 町制 用瀬町 | 用瀬町                      | 昭和30年3月31日 用瀬町 | 昭和30年3月31日 用瀬町 | 平成16年11月1日 鳥取市に編入 | 鳥取市 |
| 智 頭 郡 | 下鷹狩村   | 明治10年 鷹狩村     | 大村                        | 大村                        | 大村                       | 大村                       | 大村                        | 昭和30年3月31日 用瀬町 | 昭和30年3月31日 用瀬町 | 平成16年11月1日 鳥取市に編入 | 鳥取市 |
| 智 頭 郡 | 上鷹狩村   | 明治10年 鷹狩村     | 大村                        | 大村                        | 大村                       | 大村                       | 大村                        | 昭和30年3月31日 用瀬町 | 昭和30年3月31日 用瀬町 | 平成16年11月1日 鳥取市に編入 | 鳥取市 |
| 智 頭 郡 | 小田村     | 明治10年 鷹狩村     | 大村                        | 大村                        | 大村                       | 大村                       | 大村                        | 昭和30年3月31日 用瀬町 | 昭和30年3月31日 用瀬町 | 平成16年11月1日 鳥取市に編入 | 鳥取市 |
| 智 頭 郡 | 赤波村     | 赤波村              | 大村                        | 大村                        | 大村                       | 大村                       | 大村                        | 昭和30年3月31日 用瀬町 | 昭和30年3月31日 用瀬町 | 平成16年11月1日 鳥取市に編入 | 鳥取市 |
| 智 頭 郡 | 美成村     | 美成村              | 大村                        | 大村                        | 大村                       | 大村                       | 大村                        | 昭和30年3月31日 用瀬町 | 昭和30年3月31日 用瀬町 | 平成16年11月1日 鳥取市に編入 | 鳥取市 |
| 智 頭 郡 | 金屋村     | 金屋村              | 社村                        | 社村                        | 社村                       | 社村                       | 社村                        | 昭和30年3月31日 用瀬町 | 昭和30年3月31日 用瀬町 | 平成16年11月1日 鳥取市に編入 | 鳥取市 |
| 智 頭 郡 | 樟原村     | 樟原村              | 社村                        | 社村                        | 社村                       | 社村                       | 社村                        | 昭和30年3月31日 用瀬町 | 昭和30年3月31日 用瀬町 | 平成16年11月1日 鳥取市に編入 | 鳥取市 |
| 智 頭 郡 | 川中村     | 川中村              | 社村                        | 社村                        | 社村                       | 社村                       | 社村                        | 昭和30年3月31日 用瀬町 | 昭和30年3月31日 用瀬町 | 平成16年11月1日 鳥取市に編入 | 鳥取市 |
| 智 頭 郡 | 宮原村     | 宮原村              | 社村                        | 社村                        | 社村                       | 社村                       | 社村                        | 昭和30年3月31日 用瀬町 | 昭和30年3月31日 用瀬町 | 平成16年11月1日 鳥取市に編入 | 鳥取市 |
| 智 頭 郡 | 安蔵村     | 安蔵村              | 社村                        | 社村                        | 社村                       | 社村                       | 社村                        | 昭和30年3月31日 用瀬町 | 昭和30年3月31日 用瀬町 | 平成16年11月1日 鳥取市に編入 | 鳥取市 |
| 智 頭 郡 | 江波村     | 江波村              | 社村                        | 社村                        | 社村                       | 社村                       | 社村                        | 昭和30年3月31日 用瀬町 | 昭和30年3月31日 用瀬町 | 平成16年11月1日 鳥取市に編入 | 鳥取市 |
| 智 頭 郡 | 屋住村     | 屋住村              | 社村                        | 社村                        | 社村                       | 社村                       | 社村                        | 昭和30年3月31日 用瀬町 | 昭和30年3月31日 用瀬町 | 平成16年11月1日 鳥取市に編入 | 鳥取市 |
| 智 頭 郡 | 家奥村     | 家奥村              | 社村                        | 社村                        | 社村                       | 社村                       | 社村                        | 昭和30年3月31日 用瀬町 | 昭和30年3月31日 用瀬町 | 平成16年11月1日 鳥取市に編入 | 鳥取市 |
| 智 頭 郡 | 古用瀬村   | 古用瀬村            | 社村                        | 社村                        | 社村                       | 社村                       | 社村                        | 昭和30年3月31日 用瀬町 | 昭和30年3月31日 用瀬町 | 平成16年11月1日 鳥取市に編入 | 鳥取市 |
| 智 頭 郡 | 小原村     | 小原村              | 口佐治村                    | 明治43年1月1日 佐治村       | 明治43年1月1日 佐治村      | 明治43年1月1日 佐治村      | 佐治村                      | 佐治村                 | 佐治村                 | 平成16年11月1日 鳥取市に編入 | 鳥取市 |
| 智 頭 郡 | 葛谷村     | 葛谷村              | 口佐治村                    | 明治43年1月1日 佐治村       | 明治43年1月1日 佐治村      | 明治43年1月1日 佐治村      | 佐治村                      | 佐治村                 | 佐治村                 | 平成16年11月1日 鳥取市に編入 | 鳥取市 |
| 智 頭 郡 | 刈地村     | 刈地村              | 口佐治村                    | 明治43年1月1日 佐治村       | 明治43年1月1日 佐治村      | 明治43年1月1日 佐治村      | 佐治村                      | 佐治村                 | 佐治村                 | 平成16年11月1日 鳥取市に編入 | 鳥取市 |
| 智 頭 郡 | 津無村     | 津無村              | 口佐治村                    | 明治43年1月1日 佐治村       | 明治43年1月1日 佐治村      | 明治43年1月1日 佐治村      | 佐治村                      | 佐治村                 | 佐治村                 | 平成16年11月1日 鳥取市に編入 | 鳥取市 |
| 智 頭 郡 | 古市村     | 古市村              | 口佐治村                    | 明治43年1月1日 佐治村       | 明治43年1月1日 佐治村      | 明治43年1月1日 佐治村      | 佐治村                      | 佐治村                 | 佐治村                 | 平成16年11月1日 鳥取市に編入 | 鳥取市 |
| 智 頭 郡 | 大井村     | 大井村              | 口佐治村                    | 明治43年1月1日 佐治村       | 明治43年1月1日 佐治村      | 明治43年1月1日 佐治村      | 佐治村                      | 佐治村                 | 佐治村                 | 平成16年11月1日 鳥取市に編入 | 鳥取市 |
| 智 頭 郡 | 森坪村     | 森坪村              | 口佐治村                    | 明治43年1月1日 佐治村       | 明治43年1月1日 佐治村      | 明治43年1月1日 佐治村      | 佐治村                      | 佐治村                 | 佐治村                 | 平成16年11月1日 鳥取市に編入 | 鳥取市 |
| 智 頭 郡 | 加瀬木村   | 加瀬木村            | 中佐治村                    | 明治43年1月1日 佐治村       | 明治43年1月1日 佐治村      | 明治43年1月1日 佐治村      | 佐治村                      | 佐治村                 | 佐治村                 | 平成16年11月1日 鳥取市に編入 | 鳥取市 |
| 智 頭 郡 | 高山村     | 高山村              | 中佐治村                    | 明治43年1月1日 佐治村       | 明治43年1月1日 佐治村      | 明治43年1月1日 佐治村      | 佐治村                      | 佐治村                 | 佐治村                 | 平成16年11月1日 鳥取市に編入 | 鳥取市 |
| 智 頭 郡 | 津野村     | 津野村              | 中佐治村                    | 明治43年1月1日 佐治村       | 明治43年1月1日 佐治村      | 明治43年1月1日 佐治村      | 佐治村                      | 佐治村                 | 佐治村                 | 平成16年11月1日 鳥取市に編入 | 鳥取市 |
| 智 頭 郡 | 福園村     | 福園村              | 上佐治村                    | 明治43年1月1日 佐治村       | 明治43年1月1日 佐治村      | 明治43年1月1日 佐治村      | 佐治村                      | 佐治村                 | 佐治村                 | 平成16年11月1日 鳥取市に編入 | 鳥取市 |
| 智 頭 郡 | 畑村       | 畑村                | 上佐治村                    | 明治43年1月1日 佐治村       | 明治43年1月1日 佐治村      | 明治43年1月1日 佐治村      | 佐治村                      | 佐治村                 | 佐治村                 | 平成16年11月1日 鳥取市に編入 | 鳥取市 |
| 智 頭 郡 | 舂谷村     | 舂谷村              | 上佐治村                    | 明治43年1月1日 佐治村       | 明治43年1月1日 佐治村      | 明治43年1月1日 佐治村      | 佐治村                      | 佐治村                 | 佐治村                 | 平成16年11月1日 鳥取市に編入 | 鳥取市 |
| 智 頭 郡 | 川本村     | 川本村              | 上佐治村                    | 明治43年1月1日 佐治村       | 明治43年1月1日 佐治村      | 明治43年1月1日 佐治村      | 佐治村                      | 佐治村                 | 佐治村                 | 平成16年11月1日 鳥取市に編入 | 鳥取市 |
| 智 頭 郡 | 余戸村     | 余戸村              | 上佐治村                    | 明治43年1月1日 佐治村       | 明治43年1月1日 佐治村      | 明治43年1月1日 佐治村      | 佐治村                      | 佐治村                 | 佐治村                 | 平成16年11月1日 鳥取市に編入 | 鳥取市 |
| 智 頭 郡 | 尾際村     | 尾際村              | 上佐治村                    | 明治43年1月1日 佐治村       | 明治43年1月1日 佐治村      | 明治43年1月1日 佐治村      | 佐治村                      | 佐治村                 | 佐治村                 | 平成16年11月1日 鳥取市に編入 | 鳥取市 |
| 智 頭 郡 | 中村       | 中村                | 上佐治村                    | 明治43年1月1日 佐治村       | 明治43年1月1日 佐治村      | 明治43年1月1日 佐治村      | 佐治村                      | 佐治村                 | 佐治村                 | 平成16年11月1日 鳥取市に編入 | 鳥取市 |
| 智 頭 郡 | 栃原村     | 栃原村              | 上佐治村                    | 明治43年1月1日 佐治村       | 明治43年1月1日 佐治村      | 明治43年1月1日 佐治村      | 佐治村                      | 佐治村                 | 佐治村                 | 平成16年11月1日 鳥取市に編入 | 鳥取市 |
| 智 頭 郡 | 万蔵村     | 明治10年 加茂村     | 上佐治村                    | 明治43年1月1日 佐治村       | 明治43年1月1日 佐治村      | 明治43年1月1日 佐治村      | 佐治村                      | 佐治村                 | 佐治村                 | 平成16年11月1日 鳥取市に編入 | 鳥取市 |
| 智 頭 郡 | 大水村     | 明治10年 加茂村     | 上佐治村                    | 明治43年1月1日 佐治村       | 明治43年1月1日 佐治村      | 明治43年1月1日 佐治村      | 佐治村                      | 佐治村                 | 佐治村                 | 平成16年11月1日 鳥取市に編入 | 鳥取市 |
| 智 頭 郡 | 尾続村     | 明治10年 加茂村     | 上佐治村                    | 明治43年1月1日 佐治村       | 明治43年1月1日 佐治村      | 明治43年1月1日 佐治村      | 佐治村                      | 佐治村                 | 佐治村                 | 平成16年11月1日 鳥取市に編入 | 鳥取市 |
| 智 頭 郡 | 細尾村     | 明治10年 加茂村     | 上佐治村                    | 明治43年1月1日 佐治村       | 明治43年1月1日 佐治村      | 明治43年1月1日 佐治村      | 佐治村                      | 佐治村                 | 佐治村                 | 平成16年11月1日 鳥取市に編入 | 鳥取市 |
| 八 上 郡 | 河原村     | 河原村              | 久長村                      | 明治26年12月1日 河原村      | 大正15年7月1日 町制 河原町 | 大正15年7月1日 町制 河原町 | 河原町                      | 昭和30年3月28日 河原町 | 昭和30年3月28日 河原町 | 平成16年11月1日 鳥取市に編入 | 鳥取市 |
| 八 上 郡 | 渡一木村   | 渡一木村            | 久長村                      | 明治26年12月1日 河原村      | 大正15年7月1日 町制 河原町 | 大正15年7月1日 町制 河原町 | 河原町                      | 昭和30年3月28日 河原町 | 昭和30年3月28日 河原町 | 平成16年11月1日 鳥取市に編入 | 鳥取市 |
| 八 上 郡 | 谷一木村   | 谷一木村            | 久長村                      | 明治26年12月1日 河原村      | 大正15年7月1日 町制 河原町 | 大正15年7月1日 町制 河原町 | 河原町                      | 昭和30年3月28日 河原町 | 昭和30年3月28日 河原町 | 平成16年11月1日 鳥取市に編入 | 鳥取市 |
| 八 上 郡 | 長瀬村     | 長瀬村              | 久長村                      | 明治26年12月1日 河原村      | 大正15年7月1日 町制 河原町 | 大正15年7月1日 町制 河原町 | 河原町                      | 昭和30年3月28日 河原町 | 昭和30年3月28日 河原町 | 平成16年11月1日 鳥取市に編入 | 鳥取市 |
| 八 上 郡 | 袋河原村   | 袋河原村            | 三保村                      | 明治26年12月1日 河原村      | 大正15年7月1日 町制 河原町 | 大正15年7月1日 町制 河原町 | 河原町                      | 昭和30年3月28日 河原町 | 昭和30年3月28日 河原町 | 平成16年11月1日 鳥取市に編入 | 鳥取市 |
| 八 上 郡 | 布袋村     | 布袋村              | 三保村                      | 明治26年12月1日 河原村      | 大正15年7月1日 町制 河原町 | 大正15年7月1日 町制 河原町 | 河原町                      | 昭和30年3月28日 河原町 | 昭和30年3月28日 河原町 | 平成16年11月1日 鳥取市に編入 | 鳥取市 |
| 八 上 郡 | 稲常村     | 稲常村              | 三保村                      | 明治26年12月1日 河原村      | 大正15年7月1日 町制 河原町 | 大正15年7月1日 町制 河原町 | 河原町                      | 昭和30年3月28日 河原町 | 昭和30年3月28日 河原町 | 平成16年11月1日 鳥取市に編入 | 鳥取市 |
| 八 上 郡 | 曳田村     | 曳田村              | 曳田村                      | 明治44年9月1日 改称 八上村  | 明治44年9月1日 改称 八上村 | 明治44年9月1日 改称 八上村 | 八上村                      | 昭和30年3月28日 河原町 | 昭和30年3月28日 河原町 | 平成16年11月1日 鳥取市に編入 | 鳥取市 |
| 八 上 郡 | 天神原村   | 天神原村            | 曳田村                      | 明治44年9月1日 改称 八上村  | 明治44年9月1日 改称 八上村 | 明治44年9月1日 改称 八上村 | 八上村                      | 昭和30年3月28日 河原町 | 昭和30年3月28日 河原町 | 平成16年11月1日 鳥取市に編入 | 鳥取市 |
| 八 上 郡 | 中井村     | 中井村              | 五総村                      | 大正4年4月1日 西郷村        | 大正4年4月1日 西郷村       | 大正4年4月1日 西郷村       | 西郷村                      | 昭和30年3月28日 河原町 | 昭和30年3月28日 河原町 | 平成16年11月1日 鳥取市に編入 | 鳥取市 |
| 八 上 郡 | 牛戸村     | 牛戸村              | 五総村                      | 大正4年4月1日 西郷村        | 大正4年4月1日 西郷村       | 大正4年4月1日 西郷村       | 西郷村                      | 昭和30年3月28日 河原町 | 昭和30年3月28日 河原町 | 平成16年11月1日 鳥取市に編入 | 鳥取市 |
| 八 上 郡 | 神馬村     | 神馬村              | 五総村                      | 大正4年4月1日 西郷村        | 大正4年4月1日 西郷村       | 大正4年4月1日 西郷村       | 西郷村                      | 昭和30年3月28日 河原町 | 昭和30年3月28日 河原町 | 平成16年11月1日 鳥取市に編入 | 鳥取市 |
| 八 上 郡 | 小河内村   | 小河内村            | 五総村                      | 大正4年4月1日 西郷村        | 大正4年4月1日 西郷村       | 大正4年4月1日 西郷村       | 西郷村                      | 昭和30年3月28日 河原町 | 昭和30年3月28日 河原町 | 平成16年11月1日 鳥取市に編入 | 鳥取市 |
| 八 上 郡 | 鹿野村     | 明治10年 本鹿村     | 五総村                      | 大正4年4月1日 西郷村        | 大正4年4月1日 西郷村       | 大正4年4月1日 西郷村       | 西郷村                      | 昭和30年3月28日 河原町 | 昭和30年3月28日 河原町 | 平成16年11月1日 鳥取市に編入 | 鳥取市 |
| 八 上 郡 | 本角村     | 明治10年 本鹿村     | 五総村                      | 大正4年4月1日 西郷村        | 大正4年4月1日 西郷村       | 大正4年4月1日 西郷村       | 西郷村                      | 昭和30年3月28日 河原町 | 昭和30年3月28日 河原町 | 平成16年11月1日 鳥取市に編入 | 鳥取市 |
| 八 上 郡 | 湯谷村     | 湯谷村              | 明治村                      | 大正4年4月1日 西郷村        | 大正4年4月1日 西郷村       | 大正4年4月1日 西郷村       | 西郷村                      | 昭和30年3月28日 河原町 | 昭和30年3月28日 河原町 | 平成16年11月1日 鳥取市に編入 | 鳥取市 |
| 八 上 郡 | 小畑村     | 小畑村              | 明治村                      | 大正4年4月1日 西郷村        | 大正4年4月1日 西郷村       | 大正4年4月1日 西郷村       | 西郷村                      | 昭和30年3月28日 河原町 | 昭和30年3月28日 河原町 | 平成16年11月1日 鳥取市に編入 | 鳥取市 |
| 八 上 郡 | 弓河内村   | 弓河内村            | 明治村                      | 大正4年4月1日 西郷村        | 大正4年4月1日 西郷村       | 大正4年4月1日 西郷村       | 西郷村                      | 昭和30年3月28日 河原町 | 昭和30年3月28日 河原町 | 平成16年11月1日 鳥取市に編入 | 鳥取市 |
| 八 上 郡 | 北村       | 北村                | 明治村                      | 大正4年4月1日 西郷村        | 大正4年4月1日 西郷村       | 大正4年4月1日 西郷村       | 西郷村                      | 昭和30年3月28日 河原町 | 昭和30年3月28日 河原町 | 平成16年11月1日 鳥取市に編入 | 鳥取市 |
| 八 上 郡 | 佐貫村     | 佐貫村              | 佐貫村                      | 大正6年10月1日 散岐村       | 大正6年10月1日 散岐村      | 大正6年10月1日 散岐村      | 散岐村                      | 昭和30年3月28日 河原町 | 昭和30年3月28日 河原町 | 平成16年11月1日 鳥取市に編入 | 鳥取市 |
| 八 上 郡 | 八日市村   | 八日市村            | 佐貫村                      | 大正6年10月1日 散岐村       | 大正6年10月1日 散岐村      | 大正6年10月1日 散岐村      | 散岐村                      | 昭和30年3月28日 河原町 | 昭和30年3月28日 河原町 | 平成16年11月1日 鳥取市に編入 | 鳥取市 |
| 八 上 郡 | 和奈見村   | 和奈見村            | 佐貫村                      | 大正6年10月1日 散岐村       | 大正6年10月1日 散岐村      | 大正6年10月1日 散岐村      | 散岐村                      | 昭和30年3月28日 河原町 | 昭和30年3月28日 河原町 | 平成16年11月1日 鳥取市に編入 | 鳥取市 |
| 八 上 郡 | 水根村     | 水根村              | 宇戸村                      | 大正6年10月1日 散岐村       | 大正6年10月1日 散岐村      | 大正6年10月1日 散岐村      | 散岐村                      | 昭和30年3月28日 河原町 | 昭和30年3月28日 河原町 | 平成16年11月1日 鳥取市に編入 | 鳥取市 |
| 八 上 郡 | 山上村     | 山上村              | 宇戸村                      | 大正6年10月1日 散岐村       | 大正6年10月1日 散岐村      | 大正6年10月1日 散岐村      | 散岐村                      | 昭和30年3月28日 河原町 | 昭和30年3月28日 河原町 | 平成16年11月1日 鳥取市に編入 | 鳥取市 |
| 八 上 郡 | 小倉村     | 小倉村              | 宇戸村                      | 大正6年10月1日 散岐村       | 大正6年10月1日 散岐村      | 大正6年10月1日 散岐村      | 散岐村                      | 昭和30年3月28日 河原町 | 昭和30年3月28日 河原町 | 平成16年11月1日 鳥取市に編入 | 鳥取市 |
| 八 上 郡 | 山手村     | 山手村              | 国英村                      | 国英村                      | 国英村                     | 国英村                     | 国英村                      | 昭和30年3月28日 河原町 | 昭和30年3月28日 河原町 | 平成16年11月1日 鳥取市に編入 | 鳥取市 |
| 八 上 郡 | 郷原村     | 郷原村              | 国英村                      | 国英村                      | 国英村                     | 国英村                     | 国英村                      | 昭和30年3月28日 河原町 | 昭和30年3月28日 河原町 | 平成16年11月1日 鳥取市に編入 | 鳥取市 |
| 八 上 郡 | 三谷村     | 三谷村              | 国英村                      | 国英村                      | 国英村                     | 国英村                     | 国英村                      | 昭和30年3月28日 河原町 | 昭和30年3月28日 河原町 | 平成16年11月1日 鳥取市に編入 | 鳥取市 |
| 八 上 郡 | 今在家村   | 今在家村            | 国英村                      | 国英村                      | 国英村                     | 国英村                     | 国英村                      | 昭和30年3月28日 河原町 | 昭和30年3月28日 河原町 | 平成16年11月1日 鳥取市に編入 | 鳥取市 |
| 八 上 郡 | 徳吉村     | 徳吉村              | 国英村                      | 国英村                      | 国英村                     | 国英村                     | 国英村                      | 昭和30年3月28日 河原町 | 昭和30年3月28日 河原町 | 平成16年11月1日 鳥取市に編入 | 鳥取市 |
| 八 上 郡 | 片山村     | 片山村              | 国英村                      | 国英村                      | 国英村                     | 国英村                     | 国英村                      | 昭和30年3月28日 河原町 | 昭和30年3月28日 河原町 | 平成16年11月1日 鳥取市に編入 | 鳥取市 |
| 八 上 郡 | 釜口村     | 釜口村              | 国英村                      | 国英村                      | 国英村                     | 国英村                     | 国英村                      | 昭和30年3月28日 河原町 | 昭和30年3月28日 河原町 | 平成16年11月1日 鳥取市に編入 | 鳥取市 |
| 八 上 郡 | 高津原村   | 明治10年 高福村     | 国英村                      | 国英村                      | 国英村                     | 国英村                     | 国英村                      | 昭和30年3月28日 河原町 | 昭和30年3月28日 河原町 | 平成16年11月1日 鳥取市に編入 | 鳥取市 |
| 八 上 郡 | 福和田村   | 明治10年 高福村     | 国英村                      | 国英村                      | 国英村                     | 国英村                     | 国英村                      | 昭和30年3月28日 河原町 | 昭和30年3月28日 河原町 | 平成16年11月1日 鳥取市に編入 | 鳥取市 |
| 八 上 郡 | 下船岡村   | 明治10年 船岡村     | 船岡村                      | 船岡村                      | 船岡村                     | 船岡村                     | 昭和27年11月1日 町制 船岡町 | 昭和27年11月3日 船岡町 | 昭和27年11月3日 船岡町 | 平成17年3月31日 八頭町       | 八頭町 |
| 八 上 郡 | 上船岡村   | 明治10年 船岡村     | 船岡村                      | 船岡村                      | 船岡村                     | 船岡村                     | 昭和27年11月1日 町制 船岡町 | 昭和27年11月3日 船岡町 | 昭和27年11月3日 船岡町 | 平成17年3月31日 八頭町       | 八頭町 |
| 八 上 郡 | 破岩村     | 破岩村              | 船岡村                      | 船岡村                      | 船岡村                     | 船岡村                     | 昭和27年11月1日 町制 船岡町 | 昭和27年11月3日 船岡町 | 昭和27年11月3日 船岡町 | 平成17年3月31日 八頭町       | 八頭町 |
| 八 上 郡 | 下村       | 下村                | 船岡村                      | 船岡村                      | 船岡村                     | 船岡村                     | 昭和27年11月1日 町制 船岡町 | 昭和27年11月3日 船岡町 | 昭和27年11月3日 船岡町 | 平成17年3月31日 八頭町       | 八頭町 |
| 八 上 郡 | 坂田村     | 坂田村              | 船岡村                      | 船岡村                      | 船岡村                     | 船岡村                     | 昭和27年11月1日 町制 船岡町 | 昭和27年11月3日 船岡町 | 昭和27年11月3日 船岡町 | 平成17年3月31日 八頭町       | 八頭町 |
| 八 上 郡 | 殿村       | 殿村                | 伊井田村                    | 大正7年4月1日 大伊村        | 大正7年4月1日 大伊村       | 大正7年4月1日 大伊村       | 大伊村                      | 昭和27年11月3日 船岡町 | 昭和27年11月3日 船岡町 | 平成17年3月31日 八頭町       | 八頭町 |
| 八 上 郡 | 水口村     | 水口村              | 伊井田村                    | 大正7年4月1日 大伊村        | 大正7年4月1日 大伊村       | 大正7年4月1日 大伊村       | 大伊村                      | 昭和27年11月3日 船岡町 | 昭和27年11月3日 船岡町 | 平成17年3月31日 八頭町       | 八頭町 |
| 八 上 郡 | 塩上村     | 塩上村              | 伊井田村                    | 大正7年4月1日 大伊村        | 大正7年4月1日 大伊村       | 大正7年4月1日 大伊村       | 大伊村                      | 昭和27年11月3日 船岡町 | 昭和27年11月3日 船岡町 | 平成17年3月31日 八頭町       | 八頭町 |
| 八 上 郡 | 橋本村     | 橋本村              | 大江村                      | 大正7年4月1日 大伊村        | 大正7年4月1日 大伊村       | 大正7年4月1日 大伊村       | 大伊村                      | 昭和27年11月3日 船岡町 | 昭和27年11月3日 船岡町 | 平成17年3月31日 八頭町       | 八頭町 |
| 八 上 郡 | 下野村     | 下野村              | 大江村                      | 大正7年4月1日 大伊村        | 大正7年4月1日 大伊村       | 大正7年4月1日 大伊村       | 大伊村                      | 昭和27年11月3日 船岡町 | 昭和27年11月3日 船岡町 | 平成17年3月31日 八頭町       | 八頭町 |
| 八 上 郡 | 栃谷村     | 栃谷村              | 大江村                      | 大正7年4月1日 大伊村        | 大正7年4月1日 大伊村       | 大正7年4月1日 大伊村       | 大伊村                      | 昭和27年11月3日 船岡町 | 昭和27年11月3日 船岡町 | 平成17年3月31日 八頭町       | 八頭町 |
| 八 東 郡 | 上野村     | 上野村              | 隼村                        | 隼村                        | 隼村                       | 隼村                       | 隼村                        | 昭和27年11月3日 船岡町 | 昭和27年11月3日 船岡町 | 平成17年3月31日 八頭町       | 八頭町 |
| 八 東 郡 | 郡家村     | 郡家村              | 隼村                        | 隼村                        | 隼村                       | 隼村                       | 隼村                        | 昭和27年11月3日 船岡町 | 昭和27年11月3日 船岡町 | 平成17年3月31日 八頭町       | 八頭町 |
| 八 東 郡 | 福井村     | 福井村              | 隼村                        | 隼村                        | 隼村                       | 隼村                       | 隼村                        | 昭和27年11月3日 船岡町 | 昭和27年11月3日 船岡町 | 平成17年3月31日 八頭町       | 八頭町 |
| 八 東 郡 | 見槻中村   | 見槻中村            | 隼村                        | 隼村                        | 隼村                       | 隼村                       | 隼村                        | 昭和27年11月3日 船岡町 | 昭和27年11月3日 船岡町 | 平成17年3月31日 八頭町       | 八頭町 |
| 八 東 郡 | 西谷村     | 西谷村              | 隼村                        | 隼村                        | 隼村                       | 隼村                       | 隼村                        | 昭和27年11月3日 船岡町 | 昭和27年11月3日 船岡町 | 平成17年3月31日 八頭町       | 八頭町 |
| 八 東 郡 | 見槻村     | 見槻村              | 隼村                        | 隼村                        | 隼村                       | 隼村                       | 隼村                        | 昭和27年11月3日 船岡町 | 昭和27年11月3日 船岡町 | 平成17年3月31日 八頭町       | 八頭町 |
| 八 東 郡 | 志子部村   | 志子部村            | 隼村                        | 隼村                        | 隼村                       | 隼村                       | 隼村                        | 昭和27年11月3日 船岡町 | 昭和27年11月3日 船岡町 | 平成17年3月31日 八頭町       | 八頭町 |
| 八 上 郡 | 郡家村     | 郡家村              | 賀茂村                      | 賀茂村                      | 賀茂村                     | 賀茂村                     | 昭和26年4月1日 町制 郡家町  | 昭和28年5月5日 郡家町  | 昭和32年3月31日 郡家町 | 平成17年3月31日 八頭町       | 八頭町 |
| 八 上 郡 | 福本村     | 福本村              | 賀茂村                      | 賀茂村                      | 賀茂村                     | 賀茂村                     | 昭和26年4月1日 町制 郡家町  | 昭和28年5月5日 郡家町  | 昭和32年3月31日 郡家町 | 平成17年3月31日 八頭町       | 八頭町 |
| 八 上 郡 | 下門尾村   | 下門尾村            | 賀茂村                      | 賀茂村                      | 賀茂村                     | 賀茂村                     | 昭和26年4月1日 町制 郡家町  | 昭和28年5月5日 郡家町  | 昭和32年3月31日 郡家町 | 平成17年3月31日 八頭町       | 八頭町 |
| 八 上 郡 | 門尾村     | 門尾村              | 賀茂村                      | 賀茂村                      | 賀茂村                     | 賀茂村                     | 昭和26年4月1日 町制 郡家町  | 昭和28年5月5日 郡家町  | 昭和32年3月31日 郡家町 | 平成17年3月31日 八頭町       | 八頭町 |
| 八 上 郡 | 宮谷村     | 宮谷村              | 賀茂村                      | 賀茂村                      | 賀茂村                     | 賀茂村                     | 昭和26年4月1日 町制 郡家町  | 昭和28年5月5日 郡家町  | 昭和32年3月31日 郡家町 | 平成17年3月31日 八頭町       | 八頭町 |
| 八 上 郡 | 奥谷村     | 奥谷村              | 賀茂村                      | 賀茂村                      | 賀茂村                     | 賀茂村                     | 昭和26年4月1日 町制 郡家町  | 昭和28年5月5日 郡家町  | 昭和32年3月31日 郡家町 | 平成17年3月31日 八頭町       | 八頭町 |
| 八 上 郡 | 稲荷村     | 稲荷村              | 賀茂村                      | 賀茂村                      | 賀茂村                     | 賀茂村                     | 昭和26年4月1日 町制 郡家町  | 昭和28年5月5日 郡家町  | 昭和32年3月31日 郡家町 | 平成17年3月31日 八頭町       | 八頭町 |
| 八 上 郡 | 井古村     | 井古村              | 賀茂村                      | 賀茂村                      | 賀茂村                     | 賀茂村                     | 昭和26年4月1日 町制 郡家町  | 昭和28年5月5日 郡家町  | 昭和32年3月31日 郡家町 | 平成17年3月31日 八頭町       | 八頭町 |
| 八 上 郡 | 下坂村     | 明治10年 下坂村     | 賀茂村                      | 賀茂村                      | 賀茂村                     | 賀茂村                     | 昭和26年4月1日 町制 郡家町  | 昭和28年5月5日 郡家町  | 昭和32年3月31日 郡家町 | 平成17年3月31日 八頭町       | 八頭町 |
| 八 上 郡 | 塚原村     | 明治10年 下坂村     | 賀茂村                      | 賀茂村                      | 賀茂村                     | 賀茂村                     | 昭和26年4月1日 町制 郡家町  | 昭和28年5月5日 郡家町  | 昭和32年3月31日 郡家町 | 平成17年3月31日 八頭町       | 八頭町 |
| 八 上 郡 | 久能寺村   | 久能寺村            | 国中村                      | 国中村                      | 国中村                     | 国中村                     | 国中村                      | 昭和28年5月5日 郡家町  | 昭和32年3月31日 郡家町 | 平成17年3月31日 八頭町       | 八頭町 |
| 八 上 郡 | 池田村     | 池田村              | 国中村                      | 国中村                      | 国中村                     | 国中村                     | 国中村                      | 昭和28年5月5日 郡家町  | 昭和32年3月31日 郡家町 | 平成17年3月31日 八頭町       | 八頭町 |
| 八 上 郡 | 土師百井村 | 土師百井村          | 国中村                      | 国中村                      | 国中村                     | 国中村                     | 国中村                      | 昭和28年5月5日 郡家町  | 昭和32年3月31日 郡家町 | 平成17年3月31日 八頭町       | 八頭町 |
| 八 上 郡 | 万代寺村   | 万代寺村            | 国中村                      | 国中村                      | 国中村                     | 国中村                     | 国中村                      | 昭和28年5月5日 郡家町  | 昭和32年3月31日 郡家町 | 平成17年3月31日 八頭町       | 八頭町 |
| 八 上 郡 | 米岡村     | 米岡村              | 国中村                      | 国中村                      | 国中村                     | 国中村                     | 国中村                      | 昭和28年5月5日 郡家町  | 昭和32年3月31日 郡家町 | 平成17年3月31日 八頭町       | 八頭町 |
| 八 上 郡 | 石田百井村 | 明治初年 石田百井村 | 国中村                      | 国中村                      | 国中村                     | 国中村                     | 国中村                      | 昭和28年5月5日 郡家町  | 昭和32年3月31日 郡家町 | 平成17年3月31日 八頭町       | 八頭町 |
| 八 上 郡 | 中島村     | 明治初年 石田百井村 | 国中村                      | 国中村                      | 国中村                     | 国中村                     | 国中村                      | 昭和28年5月5日 郡家町  | 昭和32年3月31日 郡家町 | 平成17年3月31日 八頭町       | 八頭町 |
| 八 東 郡 | 西御門村   | 西御門村            | 大御門村                    | 大御門村                    | 大御門村                   | 大御門村                   | 大御門村                    | 昭和28年5月5日 郡家町  | 昭和32年3月31日 郡家町 | 平成17年3月31日 八頭町       | 八頭町 |
| 八 東 郡 | 一谷村     | 一谷村              | 大御門村                    | 大御門村                    | 大御門村                   | 大御門村                   | 大御門村                    | 昭和28年5月5日 郡家町  | 昭和32年3月31日 郡家町 | 平成17年3月31日 八頭町       | 八頭町 |
| 八 東 郡 | 殿村       | 殿村                | 大御門村                    | 大御門村                    | 大御門村                   | 大御門村                   | 大御門村                    | 昭和28年5月5日 郡家町  | 昭和32年3月31日 郡家町 | 平成17年3月31日 八頭町       | 八頭町 |
| 八 東 郡 | 大門村     | 大門村              | 大御門村                    | 大御門村                    | 大御門村                   | 大御門村                   | 大御門村                    | 昭和28年5月5日 郡家町  | 昭和32年3月31日 郡家町 | 平成17年3月31日 八頭町       | 八頭町 |
| 八 東 郡 | 花原村     | 花原村              | 下私都村                    | 下私都村                    | 下私都村                   | 下私都村                   | 下私都村                    | 昭和28年5月5日 郡家町  | 昭和32年3月31日 郡家町 | 平成17年3月31日 八頭町       | 八頭町 |
| 八 東 郡 | 山路村     | 山路村              | 下私都村                    | 下私都村                    | 下私都村                   | 下私都村                   | 下私都村                    | 昭和28年5月5日 郡家町  | 昭和32年3月31日 郡家町 | 平成17年3月31日 八頭町       | 八頭町 |
| 八 東 郡 | 延命寺村   | 延命寺村            | 下私都村                    | 下私都村                    | 下私都村                   | 下私都村                   | 下私都村                    | 昭和28年5月5日 郡家町  | 昭和32年3月31日 郡家町 | 平成17年3月31日 八頭町       | 八頭町 |
| 八 東 郡 | 山上村     | 山上村              | 下私都村                    | 下私都村                    | 下私都村                   | 下私都村                   | 下私都村                    | 昭和28年5月5日 郡家町  | 昭和32年3月31日 郡家町 | 平成17年3月31日 八頭町       | 八頭町 |
| 八 東 郡 | 大坪村     | 大坪村              | 下私都村                    | 下私都村                    | 下私都村                   | 下私都村                   | 下私都村                    | 昭和28年5月5日 郡家町  | 昭和32年3月31日 郡家町 | 平成17年3月31日 八頭町       | 八頭町 |
| 八 東 郡 | 上峰寺村   | 上峰寺村            | 下私都村                    | 下私都村                    | 下私都村                   | 下私都村                   | 下私都村                    | 昭和28年5月5日 郡家町  | 昭和32年3月31日 郡家町 | 平成17年3月31日 八頭町       | 八頭町 |
| 八 東 郡 | 下峰寺村   | 下峰寺村            | 下私都村                    | 下私都村                    | 下私都村                   | 下私都村                   | 下私都村                    | 昭和28年5月5日 郡家町  | 昭和32年3月31日 郡家町 | 平成17年3月31日 八頭町       | 八頭町 |
| 八 東 郡 | 山田村     | 山田村              | 下私都村                    | 下私都村                    | 下私都村                   | 下私都村                   | 下私都村                    | 昭和28年5月5日 郡家町  | 昭和32年3月31日 郡家町 | 平成17年3月31日 八頭町       | 八頭町 |
| 八 東 郡 | 覚王寺村   | 覚王寺村            | 中私都村                    | 中私都村                    | 中私都村                   | 中私都村                   | 中私都村                    | 中私都村               | 昭和32年3月31日 郡家町 | 平成17年3月31日 八頭町       | 八頭町 |
| 八 東 郡 | 市場村     | 市場村              | 中私都村                    | 中私都村                    | 中私都村                   | 中私都村                   | 中私都村                    | 中私都村               | 昭和32年3月31日 郡家町 | 平成17年3月31日 八頭町       | 八頭町 |
| 八 東 郡 | 上津黒村   | 上津黒村            | 中私都村                    | 中私都村                    | 中私都村                   | 中私都村                   | 中私都村                    | 中私都村               | 昭和32年3月31日 郡家町 | 平成17年3月31日 八頭町       | 八頭町 |
| 八 東 郡 | 下津黒村   | 下津黒村            | 中私都村                    | 中私都村                    | 中私都村                   | 中私都村                   | 中私都村                    | 中私都村               | 昭和32年3月31日 郡家町 | 平成17年3月31日 八頭町       | 八頭町 |
| 八 東 郡 | 別府村     | 別府村              | 中私都村                    | 中私都村                    | 中私都村                   | 中私都村                   | 中私都村                    | 中私都村               | 昭和32年3月31日 郡家町 | 平成17年3月31日 八頭町       | 八頭町 |
| 八 東 郡 | 篠浪村     | 篠浪村              | 中私都村                    | 中私都村                    | 中私都村                   | 中私都村                   | 中私都村                    | 中私都村               | 昭和32年3月31日 郡家町 | 平成17年3月31日 八頭町       | 八頭町 |
| 八 東 郡 | 姫路村     | 姫路村              | 上私都村                    | 上私都村                    | 上私都村                   | 上私都村                   | 上私都村                    | 上私都村               | 昭和32年3月31日 郡家町 | 平成17年3月31日 八頭町       | 八頭町 |
| 八 東 郡 | 明辺村     | 明辺村              | 上私都村                    | 上私都村                    | 上私都村                   | 上私都村                   | 上私都村                    | 上私都村               | 昭和32年3月31日 郡家町 | 平成17年3月31日 八頭町       | 八頭町 |
| 八 東 郡 | 落岩村     | 落岩村              | 上私都村                    | 上私都村                    | 上私都村                   | 上私都村                   | 上私都村                    | 上私都村               | 昭和32年3月31日 郡家町 | 平成17年3月31日 八頭町       | 八頭町 |
| 八 東 郡 | 山志谷村   | 山志谷村            | 上私都村                    | 上私都村                    | 上私都村                   | 上私都村                   | 上私都村                    | 上私都村               | 昭和32年3月31日 郡家町 | 平成17年3月31日 八頭町       | 八頭町 |
| 八 東 郡 | 麻生村     | 麻生村              | 上私都村                    | 上私都村                    | 上私都村                   | 上私都村                   | 上私都村                    | 上私都村               | 昭和32年3月31日 郡家町 | 平成17年3月31日 八頭町       | 八頭町 |
| 八 東 郡 | 福地村     | 福地村              | 上私都村                    | 上私都村                    | 上私都村                   | 上私都村                   | 上私都村                    | 上私都村               | 昭和32年3月31日 郡家町 | 平成17年3月31日 八頭町       | 八頭町 |
| 八 東 郡 | 野町村     | 野町村              | 上私都村                    | 上私都村                    | 上私都村                   | 上私都村                   | 上私都村                    | 上私都村               | 昭和32年3月31日 郡家町 | 平成17年3月31日 八頭町       | 八頭町 |
| 八 東 郡 | 横田村     | 横田村              | 八東村                      | 大正5年4月1日 八東村        | 大正5年4月1日 八東村       | 大正5年4月1日 八東村       | 八東村                      | 昭和31年3月15日 八頭村 | 昭和34年5月15日 八東町 | 平成17年3月31日 八頭町       | 八頭町 |
| 八 東 郡 | 茂田村     | 茂田村              | 八東村                      | 大正5年4月1日 八東村        | 大正5年4月1日 八東村       | 大正5年4月1日 八東村       | 八東村                      | 昭和31年3月15日 八頭村 | 昭和34年5月15日 八東町 | 平成17年3月31日 八頭町       | 八頭町 |
| 八 東 郡 | 才代村     | 才代村              | 八東村                      | 大正5年4月1日 八東村        | 大正5年4月1日 八東村       | 大正5年4月1日 八東村       | 八東村                      | 昭和31年3月15日 八頭村 | 昭和34年5月15日 八東町 | 平成17年3月31日 八頭町       | 八頭町 |
| 八 東 郡 | 東村       | 東村                | 八東村                      | 大正5年4月1日 八東村        | 大正5年4月1日 八東村       | 大正5年4月1日 八東村       | 八東村                      | 昭和31年3月15日 八頭村 | 昭和34年5月15日 八東町 | 平成17年3月31日 八頭町       | 八頭町 |
| 八 東 郡 | 皆原村     | 皆原村              | 八東村                      | 大正5年4月1日 八東村        | 大正5年4月1日 八東村       | 大正5年4月1日 八東村       | 八東村                      | 昭和31年3月15日 八頭村 | 昭和34年5月15日 八東町 | 平成17年3月31日 八頭町       | 八頭町 |
| 八 東 郡 | 岩淵村     | 岩淵村              | 小畑村                      | 大正5年4月1日 八東村        | 大正5年4月1日 八東村       | 大正5年4月1日 八東村       | 八東村                      | 昭和31年3月15日 八頭村 | 昭和34年5月15日 八東町 | 平成17年3月31日 八頭町       | 八頭町 |
| 八 東 郡 | 鍛冶屋村   | 鍛冶屋村            | 小畑村                      | 大正5年4月1日 八東村        | 大正5年4月1日 八東村       | 大正5年4月1日 八東村       | 八東村                      | 昭和31年3月15日 八頭村 | 昭和34年5月15日 八東町 | 平成17年3月31日 八頭町       | 八頭町 |
| 八 東 郡 | 三浦村     | 三浦村              | 小畑村                      | 大正5年4月1日 八東村        | 大正5年4月1日 八東村       | 大正5年4月1日 八東村       | 八東村                      | 昭和31年3月15日 八頭村 | 昭和34年5月15日 八東町 | 平成17年3月31日 八頭町       | 八頭町 |
| 八 東 郡 | 三山口村   | 三山口村            | 小畑村                      | 大正5年4月1日 八東村        | 大正5年4月1日 八東村       | 大正5年4月1日 八東村       | 八東村                      | 昭和31年3月15日 八頭村 | 昭和34年5月15日 八東町 | 平成17年3月31日 八頭町       | 八頭町 |
| 八 東 郡 | 清徳村     | 清徳村              | 小畑村                      | 大正5年4月1日 八東村        | 大正5年4月1日 八東村       | 大正5年4月1日 八東村       | 八東村                      | 昭和31年3月15日 八頭村 | 昭和34年5月15日 八東町 | 平成17年3月31日 八頭町       | 八頭町 |
| 八 東 郡 | 茂谷村     | 茂谷村              | 小畑村                      | 大正5年4月1日 八東村        | 大正5年4月1日 八東村       | 大正5年4月1日 八東村       | 八東村                      | 昭和31年3月15日 八頭村 | 昭和34年5月15日 八東町 | 平成17年3月31日 八頭町       | 八頭町 |
| 八 東 郡 | 奥野村     | 奥野村              | 小畑村                      | 大正5年4月1日 八東村        | 大正5年4月1日 八東村       | 大正5年4月1日 八東村       | 八東村                      | 昭和31年3月15日 八頭村 | 昭和34年5月15日 八東町 | 平成17年3月31日 八頭町       | 八頭町 |
| 八 東 郡 | 柿原村     | 柿原村              | 小畑村                      | 大正5年4月1日 八東村        | 大正5年4月1日 八東村       | 大正5年4月1日 八東村       | 八東村                      | 昭和31年3月15日 八頭村 | 昭和34年5月15日 八東町 | 平成17年3月31日 八頭町       | 八頭町 |
| 八 東 郡 | 佐崎村     | 佐崎村              | 小畑村                      | 大正5年4月1日 八東村        | 大正5年4月1日 八東村       | 大正5年4月1日 八東村       | 八東村                      | 昭和31年3月15日 八頭村 | 昭和34年5月15日 八東町 | 平成17年3月31日 八頭町       | 八頭町 |
| 八 東 郡 | 安井宿     | 安井宿              | 安部村                      | 安部村                      | 安部村                     | 安部村                     | 安部村                      | 昭和31年3月15日 八頭村 | 昭和34年5月15日 八東町 | 平成17年3月31日 八頭町       | 八頭町 |
| 八 東 郡 | 新興寺村   | 新興寺村            | 安部村                      | 安部村                      | 安部村                     | 安部村                     | 安部村                      | 昭和31年3月15日 八頭村 | 昭和34年5月15日 八東町 | 平成17年3月31日 八頭町       | 八頭町 |
| 八 東 郡 | 小別府村   | 小別府村            | 安部村                      | 安部村                      | 安部村                     | 安部村                     | 安部村                      | 昭和31年3月15日 八頭村 | 昭和34年5月15日 八東町 | 平成17年3月31日 八頭町       | 八頭町 |
| 八 東 郡 | 日下部村   | 日下部村            | 安部村                      | 安部村                      | 安部村                     | 安部村                     | 安部村                      | 昭和31年3月15日 八頭村 | 昭和34年5月15日 八東町 | 平成17年3月31日 八頭町       | 八頭町 |
| 八 東 郡 | 北山村     | 北山村              | 登米村                      | 明治38年4月1日 丹比村       | 明治38年4月1日 丹比村      | 明治38年4月1日 丹比村      | 丹比村                      | 丹比村                 | 昭和34年5月15日 八東町 | 平成17年3月31日 八頭町       | 八頭町 |
| 八 東 郡 | 富枝村     | 富枝村              | 登米村                      | 明治38年4月1日 丹比村       | 明治38年4月1日 丹比村      | 明治38年4月1日 丹比村      | 丹比村                      | 丹比村                 | 昭和34年5月15日 八東町 | 平成17年3月31日 八頭町       | 八頭町 |
| 八 東 郡 | 日田村     | 日田村              | 登米村                      | 明治38年4月1日 丹比村       | 明治38年4月1日 丹比村      | 明治38年4月1日 丹比村      | 丹比村                      | 丹比村                 | 昭和34年5月15日 八東町 | 平成17年3月31日 八頭町       | 八頭町 |
| 八 東 郡 | 用呂村     | 用呂村              | 登米村                      | 明治38年4月1日 丹比村       | 明治38年4月1日 丹比村      | 明治38年4月1日 丹比村      | 丹比村                      | 丹比村                 | 昭和34年5月15日 八東町 | 平成17年3月31日 八頭町       | 八頭町 |
| 八 東 郡 | 志谷村     | 志谷村              | 登米村                      | 明治38年4月1日 丹比村       | 明治38年4月1日 丹比村      | 明治38年4月1日 丹比村      | 丹比村                      | 丹比村                 | 昭和34年5月15日 八東町 | 平成17年3月31日 八頭町       | 八頭町 |
| 八 東 郡 | 中村       | 中村                | 登米村                      | 明治38年4月1日 丹比村       | 明治38年4月1日 丹比村      | 明治38年4月1日 丹比村      | 丹比村                      | 丹比村                 | 昭和34年5月15日 八東町 | 平成17年3月31日 八頭町       | 八頭町 |
| 八 東 郡 | 稗谷村     | 稗谷村              | 登米村                      | 明治38年4月1日 丹比村       | 明治38年4月1日 丹比村      | 明治38年4月1日 丹比村      | 丹比村                      | 丹比村                 | 昭和34年5月15日 八東町 | 平成17年3月31日 八頭町       | 八頭町 |
| 八 東 郡 | 横地村     | 横地村              | 登米村                      | 明治38年4月1日 丹比村       | 明治38年4月1日 丹比村      | 明治38年4月1日 丹比村      | 丹比村                      | 丹比村                 | 昭和34年5月15日 八東町 | 平成17年3月31日 八頭町       | 八頭町 |
| 八 東 郡 | 妻鹿野村   | 妻鹿野村            | 登米村                      | 明治38年4月1日 丹比村       | 明治38年4月1日 丹比村      | 明治38年4月1日 丹比村      | 丹比村                      | 丹比村                 | 昭和34年5月15日 八東町 | 平成17年3月31日 八頭町       | 八頭町 |
| 八 東 郡 | 重枝村     | 重枝村              | 逢郷村                      | 明治38年4月1日 丹比村       | 明治38年4月1日 丹比村      | 明治38年4月1日 丹比村      | 丹比村                      | 丹比村                 | 昭和34年5月15日 八東町 | 平成17年3月31日 八頭町       | 八頭町 |
| 八 東 郡 | 島村       | 島村                | 逢郷村                      | 明治38年4月1日 丹比村       | 明治38年4月1日 丹比村      | 明治38年4月1日 丹比村      | 丹比村                      | 丹比村                 | 昭和34年5月15日 八東町 | 平成17年3月31日 八頭町       | 八頭町 |
| 八 東 郡 | 南村       | 南村                | 逢郷村                      | 明治38年4月1日 丹比村       | 明治38年4月1日 丹比村      | 明治38年4月1日 丹比村      | 丹比村                      | 丹比村                 | 昭和34年5月15日 八東町 | 平成17年3月31日 八頭町       | 八頭町 |
| 八 東 郡 | 徳丸村     | 明治10年 徳丸村     | 逢郷村                      | 明治38年4月1日 丹比村       | 明治38年4月1日 丹比村      | 明治38年4月1日 丹比村      | 丹比村                      | 丹比村                 | 昭和34年5月15日 八東町 | 平成17年3月31日 八頭町       | 八頭町 |
| 八 東 郡 | 上徳丸村   | 明治10年 徳丸村     | 逢郷村                      | 明治38年4月1日 丹比村       | 明治38年4月1日 丹比村      | 明治38年4月1日 丹比村      | 丹比村                      | 丹比村                 | 昭和34年5月15日 八東町 | 平成17年3月31日 八頭町       | 八頭町 |
| 八 東 郡 | 若桜宿     | 若桜宿              | 若桜村                      | 明治42年4月1日 若桜町       | 明治42年4月1日 若桜町      | 明治42年4月1日 若桜町      | 若桜町                      | 昭和29年3月1日 若桜町  | 昭和29年3月1日 若桜町  | 若桜町                       | 若桜町 |
| 八 東 郡 | 高野村     | 高野村              | 若桜村                      | 明治42年4月1日 若桜町       | 明治42年4月1日 若桜町      | 明治42年4月1日 若桜町      | 若桜町                      | 昭和29年3月1日 若桜町  | 昭和29年3月1日 若桜町  | 若桜町                       | 若桜町 |
| 八 東 郡 | 三倉村     | 三倉村              | 若桜村                      | 明治42年4月1日 若桜町       | 明治42年4月1日 若桜町      | 明治42年4月1日 若桜町      | 若桜町                      | 昭和29年3月1日 若桜町  | 昭和29年3月1日 若桜町  | 若桜町                       | 若桜町 |
| 八 東 郡 | 赤松村     | 赤松村              | 赤松村                      | 明治42年4月1日 若桜町       | 明治42年4月1日 若桜町      | 明治42年4月1日 若桜町      | 若桜町                      | 昭和29年3月1日 若桜町  | 昭和29年3月1日 若桜町  | 若桜町                       | 若桜町 |
| 八 東 郡 | 来見野村   | 来見野村            | 赤松村                      | 明治42年4月1日 若桜町       | 明治42年4月1日 若桜町      | 明治42年4月1日 若桜町      | 若桜町                      | 昭和29年3月1日 若桜町  | 昭和29年3月1日 若桜町  | 若桜町                       | 若桜町 |
| 八 東 郡 | 諸鹿村     | 諸鹿村              | 赤松村                      | 明治42年4月1日 若桜町       | 明治42年4月1日 若桜町      | 明治42年4月1日 若桜町      | 若桜町                      | 昭和29年3月1日 若桜町  | 昭和29年3月1日 若桜町  | 若桜町                       | 若桜町 |
| 八 東 郡 | 屋堂羅村   | 屋堂羅村            | 赤松村                      | 明治42年4月1日 若桜町       | 明治42年4月1日 若桜町      | 明治42年4月1日 若桜町      | 若桜町                      | 昭和29年3月1日 若桜町  | 昭和29年3月1日 若桜町  | 若桜町                       | 若桜町 |
| 八 東 郡 | 浅井村     | 浅井村              | 赤松村                      | 明治42年4月1日 若桜町       | 明治42年4月1日 若桜町      | 明治42年4月1日 若桜町      | 若桜町                      | 昭和29年3月1日 若桜町  | 昭和29年3月1日 若桜町  | 若桜町                       | 若桜町 |
| 八 東 郡 | 大炊村     | 大炊村              | 菅野村                      | 明治42年4月1日 若桜町       | 明治42年4月1日 若桜町      | 明治42年4月1日 若桜町      | 若桜町                      | 昭和29年3月1日 若桜町  | 昭和29年3月1日 若桜町  | 若桜町                       | 若桜町 |
| 八 東 郡 | 岸野村     | 岸野村              | 菅野村                      | 明治42年4月1日 若桜町       | 明治42年4月1日 若桜町      | 明治42年4月1日 若桜町      | 若桜町                      | 昭和29年3月1日 若桜町  | 昭和29年3月1日 若桜町  | 若桜町                       | 若桜町 |
| 八 東 郡 | 糸白見村   | 糸白見村            | 菅野村                      | 明治42年4月1日 若桜町       | 明治42年4月1日 若桜町      | 明治42年4月1日 若桜町      | 若桜町                      | 昭和29年3月1日 若桜町  | 昭和29年3月1日 若桜町  | 若桜町                       | 若桜町 |
| 八 東 郡 | 根安村     | 根安村              | 菅野村                      | 明治42年4月1日 若桜町       | 明治42年4月1日 若桜町      | 明治42年4月1日 若桜町      | 若桜町                      | 昭和29年3月1日 若桜町  | 昭和29年3月1日 若桜町  | 若桜町                       | 若桜町 |
| 八 東 郡 | 不香田村   | 不香田村            | 菅野村                      | 明治42年4月1日 若桜町       | 明治42年4月1日 若桜町      | 明治42年4月1日 若桜町      | 若桜町                      | 昭和29年3月1日 若桜町  | 昭和29年3月1日 若桜町  | 若桜町                       | 若桜町 |
| 八 東 郡 | 長砂村     | 長砂村              | 菅野村                      | 明治42年4月1日 若桜町       | 明治42年4月1日 若桜町      | 明治42年4月1日 若桜町      | 若桜町                      | 昭和29年3月1日 若桜町  | 昭和29年3月1日 若桜町  | 若桜町                       | 若桜町 |
| 八 東 郡 | 湯原村     | 湯原村              | 菅野村                      | 明治42年4月1日 若桜町       | 明治42年4月1日 若桜町      | 明治42年4月1日 若桜町      | 若桜町                      | 昭和29年3月1日 若桜町  | 昭和29年3月1日 若桜町  | 若桜町                       | 若桜町 |
| 八 東 郡 | 淵見村     | 淵見村              | 菅野村                      | 明治42年4月1日 若桜町       | 明治42年4月1日 若桜町      | 明治42年4月1日 若桜町      | 若桜町                      | 昭和29年3月1日 若桜町  | 昭和29年3月1日 若桜町  | 若桜町                       | 若桜町 |
| 八 東 郡 | 茗荷谷村   | 茗荷谷村            | 菅野村                      | 明治42年4月1日 若桜町       | 明治42年4月1日 若桜町      | 明治42年4月1日 若桜町      | 若桜町                      | 昭和29年3月1日 若桜町  | 昭和29年3月1日 若桜町  | 若桜町                       | 若桜町 |
| 八 東 郡 | 舂米村     | 舂米村              | 菅野村                      | 明治42年4月1日 若桜町       | 明治42年4月1日 若桜町      | 明治42年4月1日 若桜町      | 若桜町                      | 昭和29年3月1日 若桜町  | 昭和29年3月1日 若桜町  | 若桜町                       | 若桜町 |
| 八 東 郡 | 須澄村     | 須澄村              | 池田村                      | 池田村                      | 池田村                     | 池田村                     | 池田村                      | 昭和29年3月1日 若桜町  | 昭和29年3月1日 若桜町  | 若桜町                       | 若桜町 |
| 八 東 郡 | 岩屋堂村   | 岩屋堂村            | 池田村                      | 池田村                      | 池田村                     | 池田村                     | 池田村                      | 昭和29年3月1日 若桜町  | 昭和29年3月1日 若桜町  | 若桜町                       | 若桜町 |
| 八 東 郡 | 吉川村     | 吉川村              | 池田村                      | 池田村                      | 池田村                     | 池田村                     | 池田村                      | 昭和29年3月1日 若桜町  | 昭和29年3月1日 若桜町  | 若桜町                       | 若桜町 |
| 八 東 郡 | 中原村     | 中原村              | 池田村                      | 池田村                      | 池田村                     | 池田村                     | 池田村                      | 昭和29年3月1日 若桜町  | 昭和29年3月1日 若桜町  | 若桜町                       | 若桜町 |
| 八 東 郡 | 大野村     | 大野村              | 池田村                      | 池田村                      | 池田村                     | 池田村                     | 池田村                      | 昭和29年3月1日 若桜町  | 昭和29年3月1日 若桜町  | 若桜町                       | 若桜町 |
| 八 東 郡 | 小船村     | 小船村              | 池田村                      | 池田村                      | 池田村                     | 池田村                     | 池田村                      | 昭和29年3月1日 若桜町  | 昭和29年3月1日 若桜町  | 若桜町                       | 若桜町 |
| 八 東 郡 | 落折村     | 落折村              | 池田村                      | 池田村                      | 池田村                     | 池田村                     | 池田村                      | 昭和29年3月1日 若桜町  | 昭和29年3月1日 若桜町  | 若桜町                       | 若桜町 |

- なお久長村と三保村が合併し河原村となったのは1893年（明治26年）12月1日であり、これは智頭郡・八上郡・八東郡の合併以前であったため、久長村、三保村ともに八頭郡に所属したことは一度もない。

## 行政
歴代郡長
| 代 | 氏名       | 就任年月日                | 退任年月日                | 出身   | 前任                 | 転任                   |
| --- | ---------- | ------------------------- | ------------------------- | ------ | -------------------- | ---------------------- |
| 1 | 梶川正温   | 明治29年（1896年）4月1日  | 明治31年（1898年）2月12日 | 鳥取県 | 八上・八東・智頭郡長 | 東伯郡長               |
| 2 | 水谷豊一   | 明治31年（1898年）2月12日 | 明治37年（1904年）5月27日 | 鳥取県 | 県属                 | 岩美郡長               |
| 3 | 中条信可   | 明治37年（1904年）5月27日 | 明治40年（1907年）1月12日 | ‐      | 県属                 | 岡山県和気郡長         |
| 4 | 丹羽旦次   | 明治40年（1907年）1月12日 | 明治44年（1911年）1月24日 | 鳥取県 | 県技手               | 県事務官補             |
| 5 | 田子義行   | 明治44年（1911年）1月24日 | 大正2年（1913年）3月31日  | 鳥取県 | 県警部               | 気高郡長               |
| 6 | 友成正     | 大正2年（1913年）3月31日  | 大正2年（1913年）4月18日  | 熊本県 | 西伯郡長             | 依願免官               |
| 7 | 田寺俊信   | 大正2年（1913年）4月18日  | 大正2年（1913年）12月23日 | 兵庫県 | 県議補               | 県理事官               |
| 8 | 吉田元吉郎 | 大正2年（1913年）12月23日 | 大正3年（1914年）12月10日 | 鳥取県 | 日野郡長             | 依願免官               |
| 9 | 吉村哲三   | 大正3年（1914年）12月10日 | 大正6年（1917年）3月9日   | 鳥取県 | 東京府属             | 宮城県理事官           |
| 10 | 北畠良一   | 大正6年（1917年）3月10日  | 大正8年（1919年）7月24日  | 青森県 | 日野郡長             | 北海道理事官           |
| 11 | 松田精一   | 大正8年（1919年）8月15日  | 大正9年（1920年）8月6日   | 鳥取県 | 日野郡長             | 死去                   |
| 12 | 真野庄太郎 | 大正9年（1920年）9月10日  | 大正10年（1921年）9月21日 | 鳥取県 | 県属                 | 東伯郡長               |
| 13 | 村谷林吾   | 大正10年（1921年）9月22日 | 大正12年（1923年）2月5日  | 大分県 | 県警部               | 依願免官               |
| 14 | 中村信五郎 | 大正12年（1923年）4月21日 | 大正15年（1926年）6月30日 | 奈良県 | 高知県香美郡長       | 郡役所廃止により、廃官 |
| 参考文献 - 初稿八頭郡誌256-257頁（八頭郡郷土文化研究会郡誌編集専門委員、1982年） 鳥取県史 近代 第5巻 (資料編)988頁（鳥取県、1967年） |            |                           |                           |        |                      |                        |

## 関連文献
- 楢柴竹造『八頭郡史考』横山書店、1923年。NDLJP:1181910。

| 先代 八上郡・八東郡・智頭郡 | 行政区の変遷 1896年 - | 次代 （現存） |